# País de Lovecraft

Mapa detallado del País de Lovecraft

El país de Lovecraft es un término acuñado por Keith Herber para los escenarios de Nueva Inglaterra utilizados por H. P. Lovecraft en muchas de sus historias de ficción y que fueron elaborados posteriormente por otros escritores que trabajaron en los Mitos de Cthulhu. Se combinan ubicaciones reales y ficticias. El término fue popularizado por Chaosium, creador del juego de rol basado en la mitología Lovecraftiana denominado La llamada de Cthulhu. El escritor S. T. Joshi se refiere al área como la Región del Miskatonic, mientras que el escritor Lin Carter lo llama Condado de Miskatonic, siendo que Lovecraft indica que al menos algunas de las poblaciones ficticias se encuentran localizadas en el Condado de Essex del Massachusetts de la vida real.
En el suplemento de 1998 llamado Reflexiones de la Muerte, Chaosium definió el país de Lovecraft como "una tierra localizada en el nordeste de Massachusetts. La porción más importante se aloja a lo largo del Valle del Miskatonic, desde la población de Dunwich en el lejano oeste hasta el lugar en el que desemboca en el Océano Atlántico entre las poblaciones de Arkham, Kingsport y Playa Martín." Estas ubicaciones, junto con la población de Innsmouth, son las más importantes del país de Lovecraft.
A veces la frase se usa en un sentido más inclusivo, abarcando no sólo Massachusetts nororiental sino también las colinas al sur de Vermont (el escenario del relato El que susurra en la oscuridad) así como la ciudad natal de Lovecraft, Providence, Rhode Island, donde ubica relatos como El Caso de Charles Dexter Ward.

## Ficción de Lovecraft
Lovecraft utilizó por primera vez un escenario de Inglaterra Nuevo en su relato corto de 1920 llamado El viejo terrible, ubicado en la ciudad de Kingsport. El relato El grabado en la casa (escrito más tarde en 1920), es la primera de sus historias en mencionar tanto a Arkham como al Valle del Miskatonic.  La historia empieza con un manifiesto acerca de por qué la campiña de Nueva Inglaterra es un telón de fondo adecuado para sus historias de horror:

"Pero el verdadero epicúreo de lo terrible, aquel para
quien un nuevo estremecimiento de inconmensurable horror
representa el objetivo principal y la justificación de toda una
existencia, aprecia por encima de todo las antiguas y solitarias
granjas que se levantan entre los bosques de Nueva
Inglaterra, pues es en esta región donde mejor se combinan
los sombríos elementos de fuerza, soledad, fantasía e ignorancia,
hasta constituir la máxima expresión de lo tenebroso."

En una carta escrita en 1930 a Robert E. Howard, Lovecraft intentó explicar su fascinación con Inglaterra Nueva como escenario para su ficción extraña: 

"Es la noche oscura del Massachusetts legendario, la que contiene la auténtica fuerza de lo macabro. Aquí hay material para un estudio realmente profundo acerca de la neurosis grupal;. porque ciertamente, nadie puede negar la existencia de una racha profundamente mórbida en la imaginación puritana."

Lovecraft mencionó por primera vez la Universidad Miskatonic de Arkham en el relato Herbert West: reanimador, escrito entre 1921 y 1922. Añadió Dunwich a su paisaje imaginario en 1928 en el relato El horror de Dunwich, y lo expandió para incluir a Innsmouth en el relato de 1931 La Sombra sobre Innsmouth.
Otro historias de Lovecraft que hacen uso de los escenarios del país de Lovecraft incluyen El ceremonial, El Color que cayó del cielo, La extraña casa en la Niebla, Los sueños en la casa de la bruja y La cosa en el umbral.

## Adiciones de Derleth

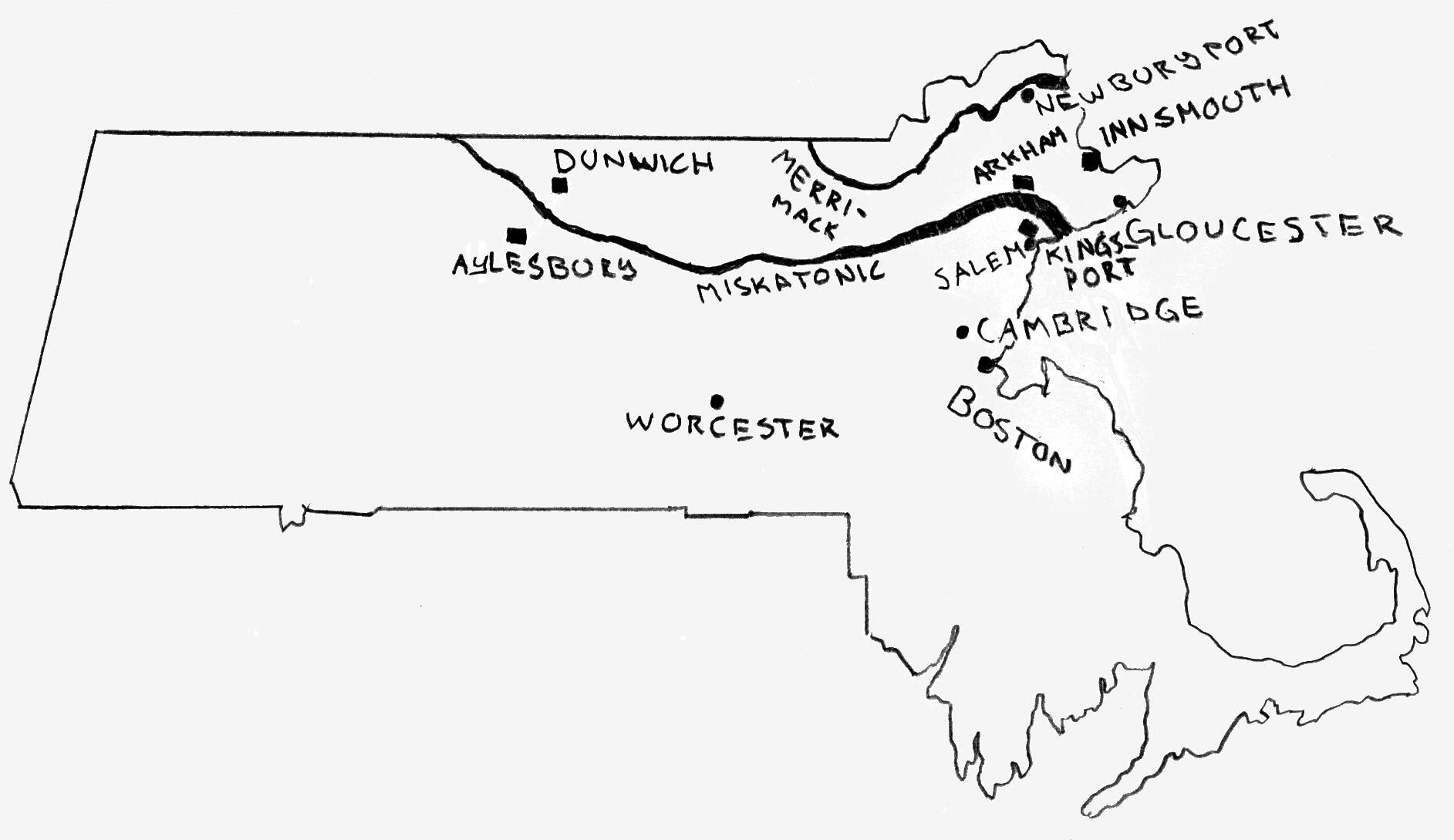
Mapa del país de Lovecraft.

August Derleth, amigo y albacea literario de Lovecraft, desalentó a otros escritores de los mitos de Cthulhu de usar en sus historias los escenarios de la Nueva Inglaterra de Lovecraft. Pero él mismo intentó rellenar los espacios vacíos del escenario, particularmente en sus "colaboraciones póstumas" con Lovecraft (historias de Derleth basadas en notas o ideas que Lovecraft había dejado).
El relato El que acecha en el umbral es ubicado en el bosque de Billington, un bosque ficticio localizado al norte de Arkham, mientras que en el relato La hoya de las brujas tiene lugar en el valle mencionado en el título localizado en las colinas al oeste de la ciudad. El título del relato El Pescador del cabo del halcón se refiere a un promontorio en la costa del Atlántico al sur de Innsmouth. El día de Wentworth y El horror en el lapso medio tienen lugar en un área al norte de Dunwich, mientras que La ventana del gablete trata acerca de una casa en el pico de Aylesbury.

## Juegos de rol
Entre 1990 y 1998, Chaosium produjo varios librojuegos basados en el país de Lovecraft para el juego de rol La llamada de Cthulhu, dicha serie fue creada por el autor/editor Keith Herber. La mayoría eran suplementos de fondo  qué codificaban descripciones de las ciudades nombradas por Lovecraft, pero también hubo varias novelas de aventuras. Estos incluyen:
- Arkham descubierto (1990)
- Regreso a Dunwich (1991)
- Kingsport: La Ciudad en la Neblina (1991)
- Escape de Innsmouth (1992)
- Aventuras en el país de Arkham (1993)
- Universidad Miskatonic (1994)
- Cuentos del Valle del Miskatonic
- Reflexiones de la Muerte (1998)
- Antes de la Caída (1998)
- Niños de los Profundos (secuela inédita que exploró Innsmouth después de su caída, descrita en Escape de Innsmouth)

Algunos de los libros han sido reeditados como El Dunwich de H.P. Lovecraft, El Arkham de H.P. Lovecraft y El Kingsport de H.P. Lovecraft.
La compañía de juegos en línea Skotos, ha obtenido la licencia del material del país de Lovecraft, perteneciente a Chaosium. Skotos ha producido dos juegos, El país de Lovecraft: La Tumba del Dios del Desierto y El país de Lovecraft: Arkham Nocturno, también produjo el cómic, El país de Lovecraft: Regreso a Arkham, escrito por Shannon Appelcline.
En 2008, siguiendo el programa de licencia expandida de Chaosium para La llamada de Cthulhu, Keith Herber y Tom Lynch crearon la editorial Miskatonic River Press. El primer lanzamiento del editor, Cuentos Nuevos del Valle del Miskatonic, el cual marca el regreso de Herber tanto a  La Llamada de Cthulhu como al país de Lovecraft, fue anunciado para ser publicado en 2009.

## Otros usos
La frase el país de Lovecraft es utilizado ahora fuera de la comunidad de juegos de Cthulhu. Regreso al país de Lovecraft fue una colección  de cuentos ambientados en "la Nueva Inglaterra H.P. Lovecraft", publicado por Triad Entertaiments en 1996. El editor, Scott David Aniolowski, también ha hecho trabajo editorial para Chaosium. Lovecraft Eterno, una colección de cuentos publicada por Golden Gryphon Press en 1998 tiene una sección llamada "El país de Lovecraft". El país de Lovecraft fue el título  de una novela de 2016 escrita por Matt Ruff.
La frase es utilizada en discusiones populares acerca de la conexión de Lovecraft con la región. El periódico Harvard Law Record hizo referencia a la frase en un artículo del 20 de octubre de 2005: 

Muchas historias de Lovecraft tienen lugar en "el país de Lovecraft"--las poblaciones ficticias de la costa norte, Arkham, Innsmouth, Kingsport y Dunwich (tal vez equivalentes a las poblaciones reales de Ipswich, Salem/Danvers, Marblehead o Newburyport).